# Bakel (Paesi Bassi)
Bakel è una località dei Paesi Bassi situata nella municipalità di Gemert-Bakel nella provincia del Brabante Settentrionale. Fino alla soppressione della municipalità di Bakel en Milheeze avvenuta il 1º gennaio 1997, ne è stata il capoluogo comunale.